# النقل في دبي
تشكلت هيئة الطرق والمواصلات المعروفة باسم (RTA) بموجب مرسوم رقم 17 لسنة 2005.
هيئة الطرق والمواصلات هي المسؤولة عن التخطيط وتوفير متطلبات النقل والطرق والمرور في إمارة دبي من أجل توفير نظام نقل فعال ومتكامل.

## الطرق

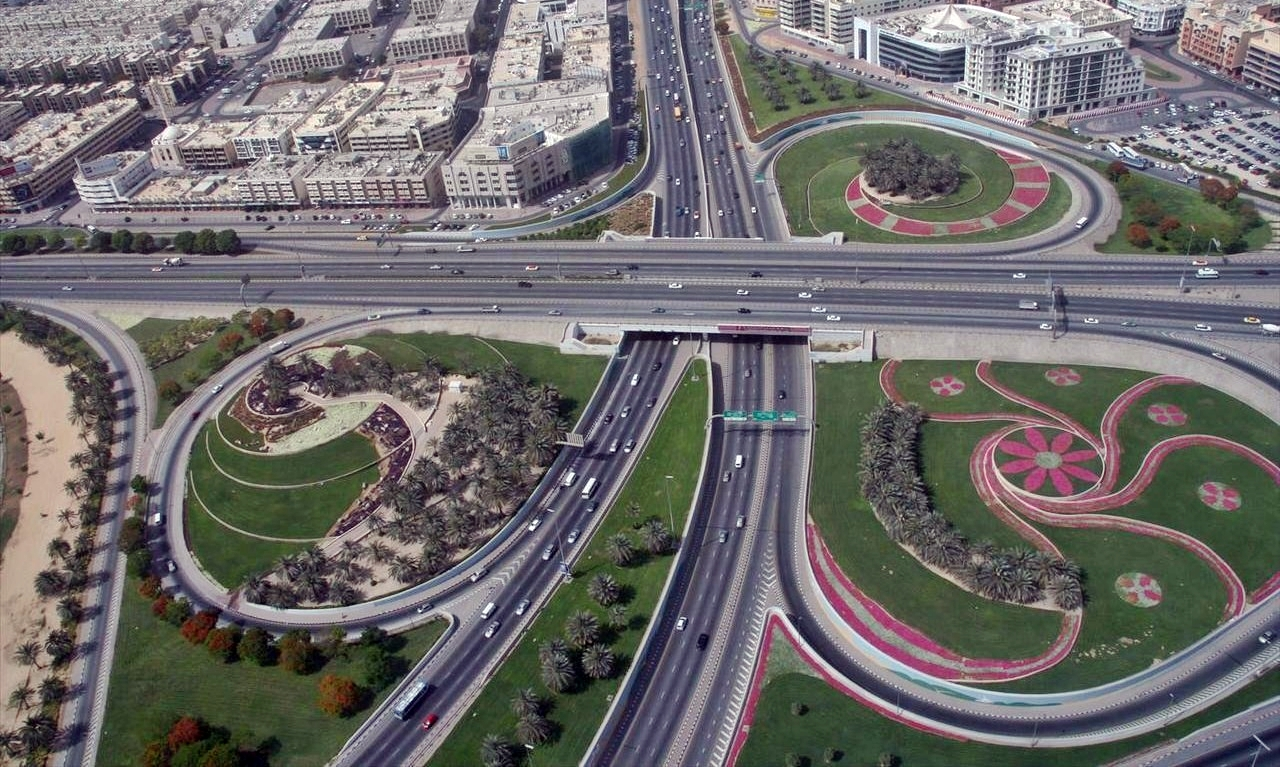
تقاطع دبي

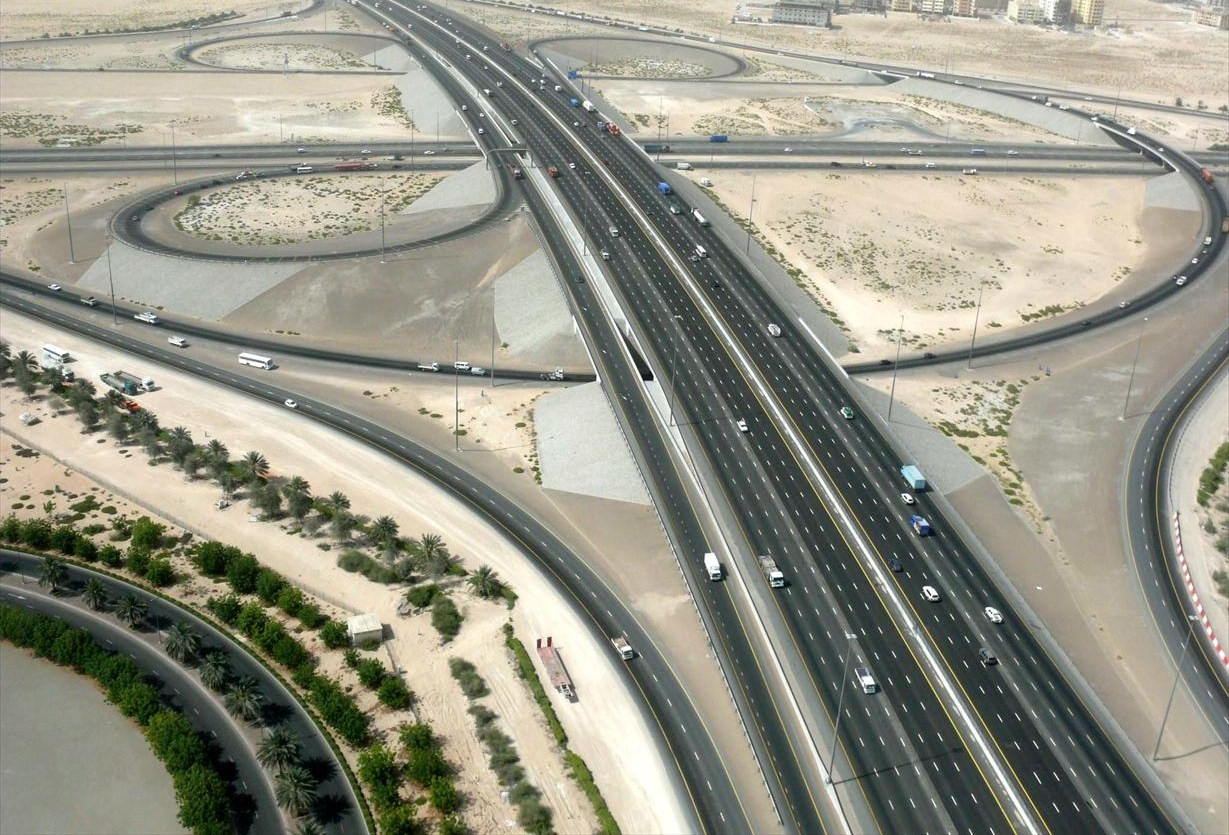
التقاطع بين E 311 و E 66

نظرًا لتزايد عدد السكان، يعاني المسافرون في دبي من قدر كبير من الازدحام المروري. أصبحت المدينة أكثر المدن ازدحامًا في الشرق الأوسط. استثمرت الحكومة بكثافة في البنية التحتية للطرق في دبي مما ساهم بشكل كبير في تخفيف الازدحامات المرورية.
كما سيتم بناء 500 كيلومتر أخرى من الطرق بالإضافة إلى 120 تقاطعًا متعدد المستويات قبل عام 2020 بتكلفة حوالي 44 مليار درهم (12 مليار دولار) حيث يهدف رؤساء النقل في الإمارة إلى تحسين حياة سائقي السيارات.

## سيارات الأجرة
تمتلك دبي أيضًا نظامًا واسعًا لسيارات الأجرة، وهي أكثر وسائل النقل العام استخدامًا داخل الإمارة. هناك شركات سيارات أجرة تديرها الحكومة وشركات خاصة. تدير مؤسسة مواصلات دبي سيارات أجرة ذات لون كريمي، مع قمم ملونة مختلفة تمثل شركات امتياز مختلفة تعمل بموجب لوائح هيئة الطرق والمواصلات. بعض شركات سيارات الأجرة الخاصة هي كارس تاكسي وناشيونال تاكسي وسيتي تاكسي ومترو تاكسي. يبدأ العداد بشكل عام من درهم. 12.00 عند طلب سيارة أجرة من مركز الاتصال و 5.00 دراهم. عند ركوب سيارة أجرة على الطريق ويتم احتساب التكلفة بشكل عام عن طريق المسافة عند 1.5 درهم. /كم. الحد الأدنى لرسوم الأجرة هو 12.00 درهم إماراتي. يوجد ما يقرب من 9,497 سيارة أجرة حسب أكتوبر 2015 في المدينة. تتوفر سيارات الأجرة هذه عبر تطبيقات حجز سيارات الأجرة الرئيسية الثلاثة - أوبر وكريم وتاكسي دبي  (DTC).

## مترو دبي

خريطة طريق مترو دبي

يعمل مترو دبي حاليًا على خطين. بدأ إنشاء الخط الأحمر في سبتمبر 2005، وبدأ الخط الأحمر العمل في 9 سبتمبر 2009، مع فتح امتداده في عامي 2010 و 2013. يوجد حاليًا 29 محطة على الخط الأحمر. بدأ إنشاء الخط الأخضر في عام 2006 وافتتح الخط الأخضر في 9 سبتمبر 2011. كان هناك في البداية 18 محطة وتمت إضافة محطتين أخريين في عام 2014. يمتد الخط الأخضر من اتصالات إلى الخور والخط الأحمر من الراشدية إلى جبل علي.
حاليًا، يبلغ الطول الإجمالي لنظام المترو 74.6 كم، ضمنها 13 كم بنيت تحت الأرض.
ومن المقرر أيضًا إنشاء سبعة سكك حديدية أحادية للمساعدة في تغذية مترو دبي، وربط أماكن مختلفة مثل دبي لاند، ونخلة جميرا ومناطق أخرى بالمسار الرئيسي. أولها، سكة حديد نخلة جميرا الأحادية، تم افتتاحها في 30 أبريل 2009. هناك محطتان قيد التشغيل، بينما من المتوقع إضافة محطتين أخريين في المستقبل.

## الحافلة

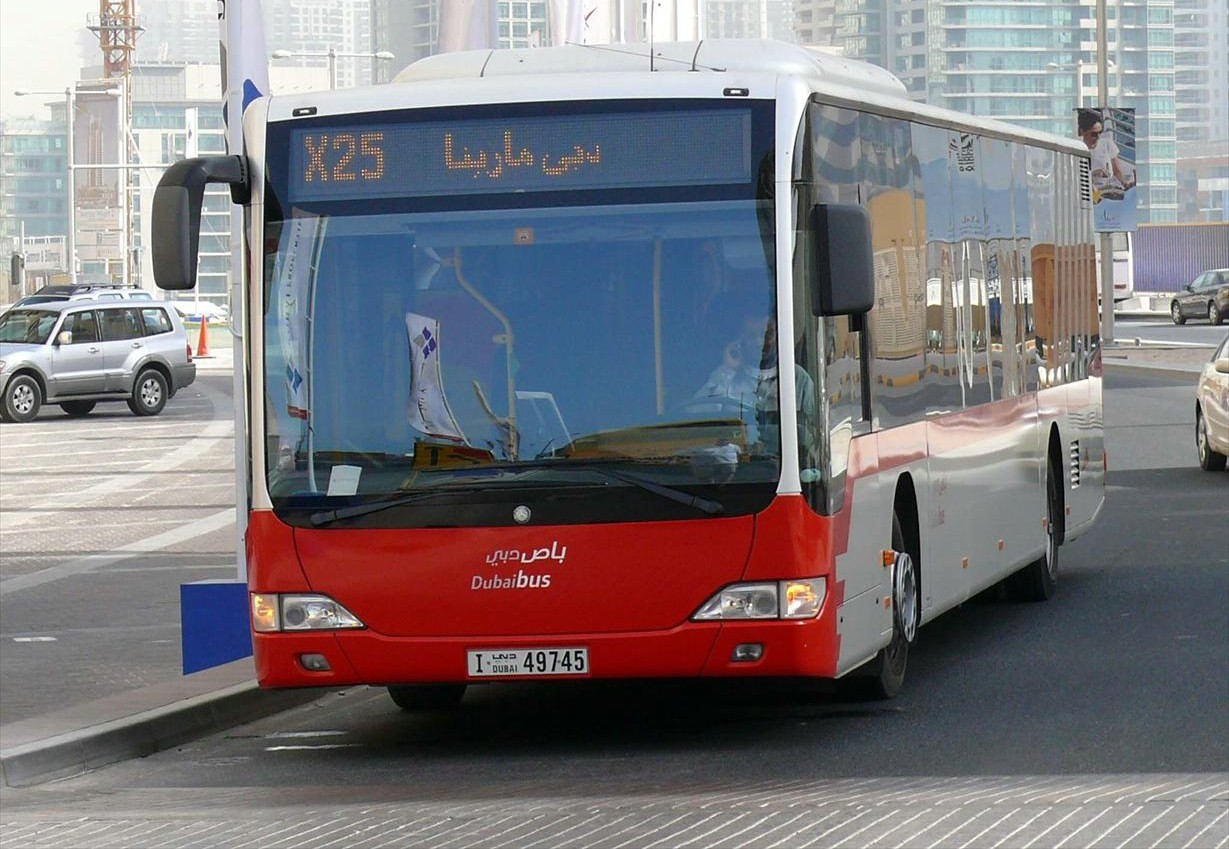
هيئة الطرق والمواصلات مرسيدس-بنز سيتارو

يوجد في دبي نظام حافلات كبير جدًا تديره هيئة الطرق والمواصلات (RTA). يحتوي نظام الحافلات على 193 مسارًا في أيام الأسبوع وينقل أكثر من 30 مليون شخص أسبوعياً. نظام حافلات النقل العام كبير ومتطور.
أعلنت هيئة الطرق والمواصلات أن طرق دبي ستشهد 1616 حافلة جديدة. ستكون الحافلات بمختلف الأحجام والموديلات. كان من المتوقع أن يعمل الأسطول الجديد بكامل طاقته بحلول نهاية عام 2008. يتكون أسطول الحافلات بالكامل تقريبًا من حافلات ذات أرضية منخفضة أوروبية الصنع ومكيفة الهواء من نيوبلان ومرسيدس بنز و Solaris و VDL . على الرغم من أن مدينة دبي تنمو عامًا بعد عام، إلا أن عدد الركاب بالكاد يرتفع. من الممكن أن يكون هذا نتيجة امتدادات المترو الثابتة. في أغسطس 2019، أعلنت هيئة الطرق والمواصلات (RTA) عن إطلاق خدمة حافلات ليلية جديدة (تعمل من الساعة 10 مساءً حتى الساعة 5 صباحًا)، إلى جانب 11 مسارًا آخر سيتم تحسينها من حيث المواعيد والاتصالات.
|       | 2010       | 2011      | 2012       | 2013        | 2014      |
| ----- | ---------- | --------- | ---------- | ----------- | --------- |
| خطوط  |            |           | 97         | 99          |           |
| رحلات |            |           |            | 3,230,190   |           |
| ركاب  | 110.399157 | 107407948 | 107806.085 | 115.670.587 | 135500000 |

## الترام

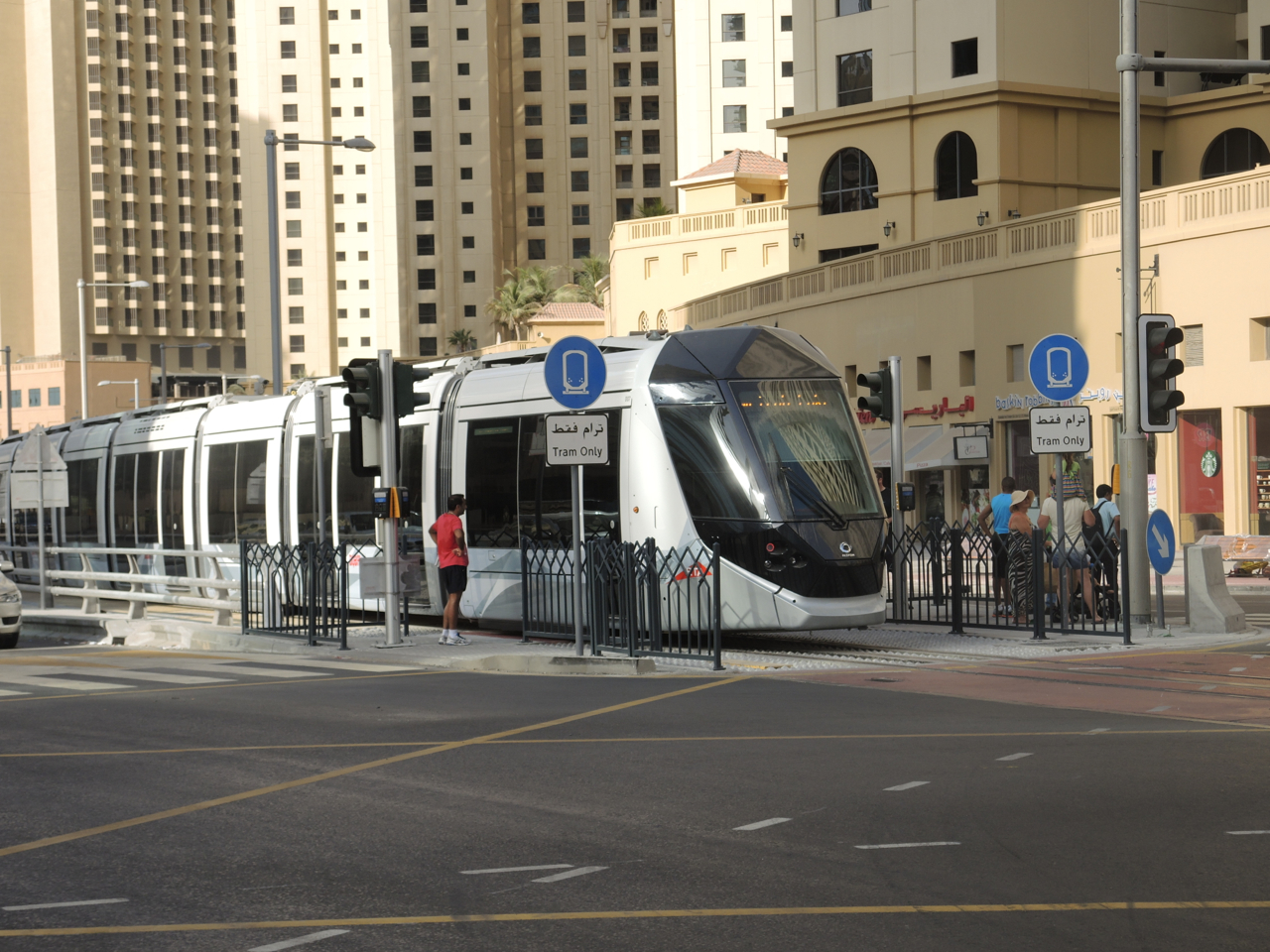
ترام قيد التشغيل التجريبي في دبي مارينا ، نوفمبر 2014

اعتبارًا من أبريل 2008، كان هناك نوعان من أنظمة الترام المتوقع بناؤها في دبي بحلول عام 2011. الأول هو نظام ترام وسط مدينة برج دبي، والثاني هو ترام دبي.
لتوفير السلامة والراحة والجمال، فإن أساليب شركات ترام دبي غير موجودة في العديد من عربات الترام حول العالم. تستخدم عربات الترام هذه مصدر طاقة على مستوى الأرض؛ بمعنى آخر، لا يحتاج الترام إلى كابلات علوية. هذه الطريقة التي تم اختراعها مؤخرًا، تستخدم حاليًا في بوردو، فرنسا.

## الموانئ والسفر المائي

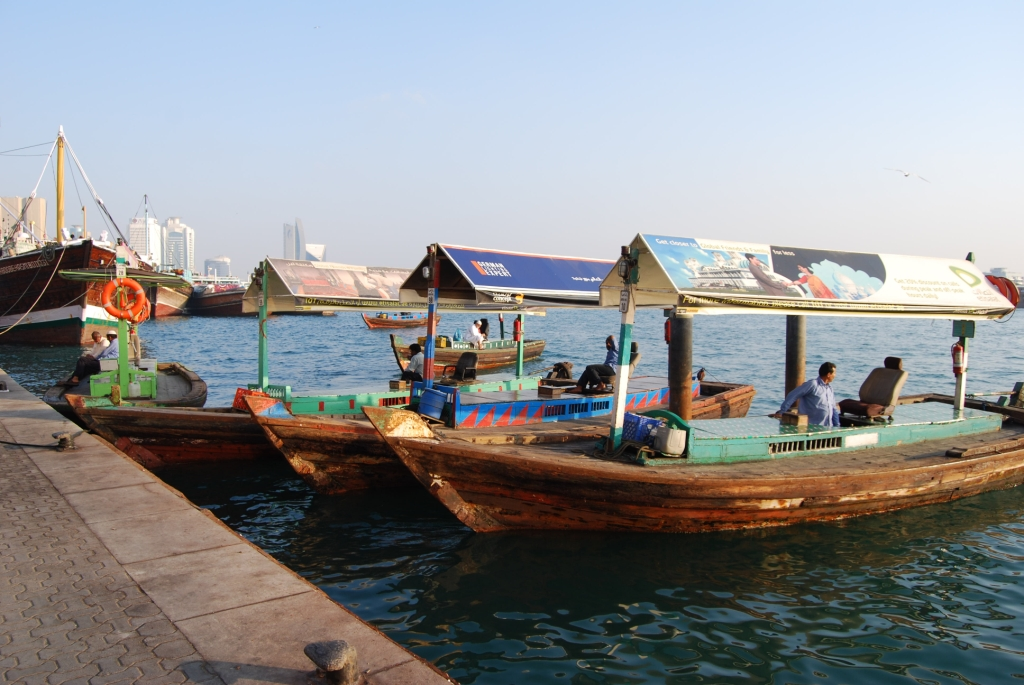
عبرات في بر دبي

يخدم دبي ميناءان تجاريان كبيران، ميناء راشد وميناء جبل علي. ترسو السفن السياحية المختلفة في دبي. يستخدم التجار المحليون في خور دبي وبورسعيد المراكب الشراعية.
واحدة من الوسائل التقليدية للربط بين خور دبي وبر دبي وديرة هي العبرات والقوارب الصغيرة التي تنقل الركاب بين ضفتي خور دبي بين المحطات في منطقة البستكية وطريق بني ياس، مقابل رسوم رمزية من 1 درهم الإمارات العربية المتحدة. يمكن استئجارها مع عامل تشغيل مقابل 100 درهم إماراتي.

## التنقل الجوي
يعد مطار دبي الدولي مركزًا لطيران الإمارات وفلاي دبي ولديه مركز تسوق معفى من الرسوم الجمركية. حاز المطار على العديد من الجوائز لتميزه في التصميم والخدمات. تم افتتاح مبنى ثالث في أكتوبر 2008، يدعم بالكامل طائرة إيرباص A380 الجديدة، مما ضاعف سعة المطار. تم الانتهاء من مبنى جديد يخدم A380 في أواخر عام 2012.
مطار آل مكتوم الدولي، افتتح يوم 27 يونيو 2010. تم الإعلان عن المطار في عام 2004 وبدأ البناء في يناير 2005. كان من المتوقع الانتهاء من الجزء الأول بحلول عام 2008. على الرغم من أنه كان مقصودًا في البداية أن يكون مطار شحن في الغالب، إلا أن الخطط جارية له للتعامل مع حوالي 120 مليون مسافر سنويًا في غضون 20 عامًا، وهو ما قد يتجاوز مطار هارتسفيلد جاكسون الدولي في أتلانتا باعتباره أكثر المطارات ازدحامًا في العالم. منذ عام 2013، يعمل عدد قليل فقط من شركات الطيران من مطار آل مكتوم الدولي من حيث خدمات الركاب.
بالإضافة إلى ذلك، توفر الاتحاد للطيران حافلات بين دبي ومطار أبوظبي الدولي لعملاء الاتحاد. تقدم العربية للطيران خدمة مماثلة لركابها إلى مطار الشارقة الدولي، والذي يستخدمه سكان دبي كمطار بديل لقربه.

## روابط خارجية
- شين، دانيال. "تاكسي دبي ثالث أفضل سيارات الأجرة في العالم، تقول الدراسة" . arabianbusiness.com. تم الاسترجاع 7 يناير، 2017.